# Hombroux

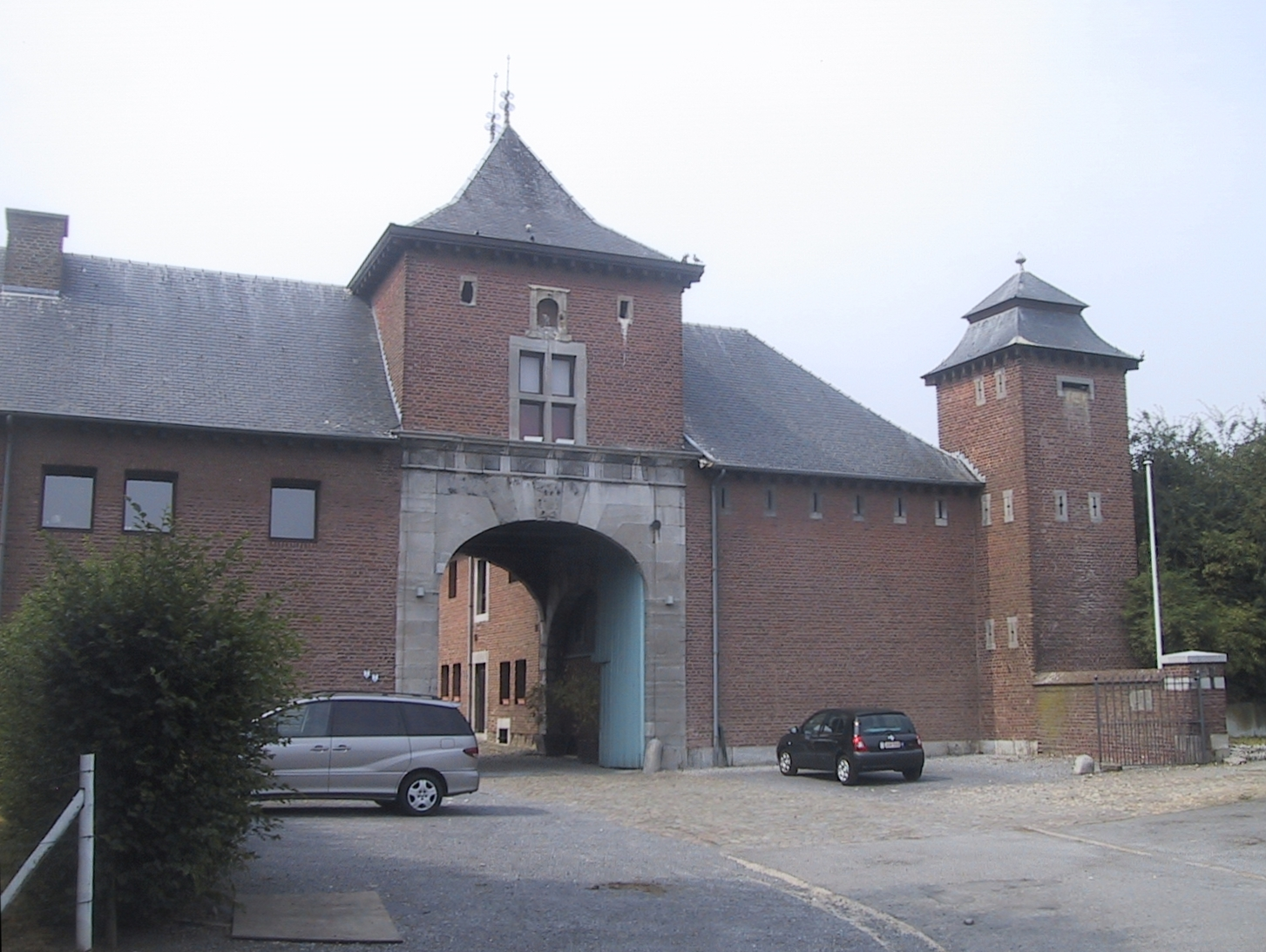
Kasteelboerderij van Hombroux

Hombroux (eind 18e eeuw nog Hombroek, zie bijvoorbeeld de kaart van Ferraris) is een dorp nabij Alleur in de Belgische gemeente Ans.

## Bezienswaardigheden
- De kasteelboerderij van Hombroux dateert van 1248 en was bezit van de Abdij van Val-Benoît. De huidige gebouwen zijn van 1730 en omvatten een poortgebouw, hoektorens en uiteraard woonhuis en bedrijfsgebouwen. Tegenwoordig zijn er appartementen en kantoren in.
- Kapel van Hombroux, uit de 12e eeuw.

## Nabijgelegen kernen
Alleur, Lantin, Rocourt